# David Campbell (compositore)
David Richard Campbell (Toronto, 7 febbraio 1948) è un tastierista, compositore e produttore discografico canadese, padre del cantante e musicista statunitense Beck.

## Biografia
All'età di 23 anni, Campbell suonò nel suo primo album importante, Tapestry, di Carole King. Questo lo ha portato al suo primo ruolo di arrangiatore, per l'album King's Rhymes and Reasons. Campbell ha anche suonato la viola in sessioni di registrazione come "Let's Get It On" di Marvin Gaye e "Lean on Me" di Bill Withers. Da allora, ha continuato ad arrangiare canzoni per artisti come Bon Jovi, Dream Theater, Metallica, Radiohead.
Come compositore, David ha scritto musiche per molti film tra cui Joy, Tigri di carta e Colombia: magia salvaje. Ha anche arrangiato e orchestrato musiche per oltre 80 film tra cui Annie (2014), Foxcatcher (2014), August: Osage County (2013), Rock of Ages (2012), Dreamgirls (2007), North Country (2005) e I segreti di Brokeback Mountain (2005). [8] Nel 2010 ha lavorato con Nigel Godrich alla colonna sonora di Scott Pilgrim vs. The World. [3][9] Nel 2016, ha co-composto il balletto di 40 minuti Rules of the Game con Pharrell Williams. [10]
David ha diretto la Los Angeles Philharmonic e la Hollywood Bowl Orchestra all'Hollywood Bowl per Faith Hill, Death Cab for Cutie, Ray LaMontagne, Beck, Sheryl Crow, Willie Nelson e The xx. Ha collaborato con i Muse per l'esecuzione di "Survival", la canzone ufficiale delle Olimpiadi di Londra. Ha anche collaborato con Beck per la campagna pubblicitaria della Lincoln Motor Company, "Hello, Again", che presentava una performance dal vivo della cover di "Sound and Vision" di Beck e includeva 167 musicisti dal vivo che suonavano contemporaneamente. Nel febbraio 2009 Campbell ha arrangiato "15 Step" dei Radiohead per la collaborazione della band con la USC Marching Band ai Grammy Awards del 2009. Diresse la Los Angeles Philharmonic, oltre ad arrangiare e orchestrare la musica per il concerto Song Reader di Beck alla Walt Disney Concert Hall, che vide la partecipazione di molti artisti, tra cui Childish Gambino, Anne Hathaway, John C. Reilly e Jack Black.  Ha arrangiato e orchestrato per la Seattle Symphony e lo spettacolo Sonic Evolution di Pickwick il 6 giugno 2014.
Nel 2003 è stato direttore della Melbourne Symphony Orchestra durante la loro esibizione di una notte con i Kiss, che è stata pubblicata nell'album Kiss Symphony: Alive IV. Durante il concerto, Campbell e i membri dell'orchestra hanno indossato l'iconico trucco dei Kiss insieme ai membri della band.
Nel 2018, per le celebrazioni del 100º anniversario di LA Phil, David ha scritto gli arrangiamenti per le esibizioni di Chris Martin e Corinne Bailey Rae alla Disney Hall, così come per le esibizioni di Katy Perry e Kali Uchis all'Hollywood Bowl, tutte dirette da Gustavo Dudamel. 
Nel 2019 ha scritto e diretto gli arrangiamenti e la direzione della LA Philharmonic, della National Symphony Orchestra e della Cincinnati Orchestra per il 15º anniversario di Our Endless Numbered Days organizzato da Iron & Wine.
Ha creato gli arrangiamenti delle canzoni, gli arrangiamenti di danza, le sottolineature e le orchestrazioni per il musical di Broadway Spider-Man: Turn Off the Dark

## Filmografia

### Direttore di musiche
- Thanksgiving in the Land of Oz, 1980 (film TV)
- L'amore di Murphy (Murphy's Romance), 1985
- Alla ricerca della valle incantata (The Land Before Time), 1988
- Backbeat - Tutti hanno bisogno di amore (Backbeat), 1994
- Mirage, 1995
- Dead Man Walking - Condannato a morte (Dead Man Walking), 1995
- Una donna molto speciale (Unhook the Stars), 1996
- La grazia nel cuore (Grace of My Heart), 1996
- Saint-Ex, 1996
- Savior, 1998
- Le ragazze del Coyote Ugly (Coyote Ugly), 2000
- Friday Night Lights, 2004
- I segreti di Brokeback Mountain (Brokeback Mountain), 2005
- Uomini & donne (Trust the Man), 2005
- North Country - Storia di Josey (North Country), 2005
- Rent, 2005
- Dreamgirls, 2006
- Noi due sconosciuti (Things We Lost in the Fire), regia di Susanne Bier 2007

### Compositore
- Puff, the Magic Dragon, 1978 (film TV)
- Puff the Magic Dragon in the Land of the Living Lies, 1979 (film TV)
- Puff and the Incredible Mr. Nobody, 1982 (film TV)
- Il ribelle (All the Right Moves), 1983
- La notte della cometa (Night of the Comet), 1984
- Stand Alone, 1985
- Mind Games, 1989
- Mirage, 1995
- The Brothers Warner, 2008

### Arrangiatore
- Ozzy Osbourne - A Thousand Shades e Dead and Gone (2022)
- Dream Theater - The Astonishing (2016)
- Linkin Park - Breaking the Habit (2004)

### Colonna sonora
- Puff and the Incredible Mr. Nobody, 1982 (film TV)
- Il ribelle (All the Right Moves), 1983
- Koda, fratello orso (Brother Bear), 2003
- Mucche alla riscossa (Home on the Range), 2004